# Lancia LC2
Lancia LC2 är en sportvagn, tillverkad av den italienska biltillverkaren Lancia mellan 1983 och 1986.

## Lancia LC2
Sedan Lancia provat på racing med sportvagnsprototyper med LC1:an under 1982, var man mogna att ta steget fullt ut med en egen Grupp C-bil. Bilen var en vidareutveckling av företrädaren, men med en dubbelt så stor motor. Eftersom Lancia själva saknade en passande motor, gjorde man på samma sätt som med rallybilen Stratos tio år tidigare och vände sig till Ferrari för motorleveranser. V8-motorn från 308 Qv vidareutvecklades av Abarth och försågs med dubbla turboaggregat. Ferrarimotorn var bilens största fördel, men samtidigt även dess största nackdel. Den starka motorn hjälpte Lancia till framskjutna placeringar i kvalen och på startgriden, men problem med tillförlitligheten gjorde att bilarna alltför sällan kom i mål.
Under säsongen 1986 tröttnade Lancia på uteblivna framgångar och lade ned sportvagnsracingen för att koncentrera sig på sin rally-satsning, där man var betydligt mer framgångsrika.

## Tekniska data
| Tekniska data               | LC2                                                                   |
| --------------------------- | --------------------------------------------------------------------- |
| Motor:                      | Mittmonterad 8-cylindrig V-motor med turbo                            |
| Cylindervolym:              | 3014 cm³                                                              |
| Borrning x slaglängd:       | 84,0 x 68,0 mm                                                        |
| Max effekt vid varvtal:     | 800 hk vid 8 800 v/min                                                |
| Ventilstyrning:             | Dubbla överliggande kamaxlar per cylinderrad, 4 ventiler per cylinder |
| Bränslesystem:              | Bränsleinsprutning                                                    |
| Växellåda:                  | 5-växlad manuell                                                      |
| Hjulupphängning fram & bak: | Dubbla tvärlänkar, skruvfjädrar, krängningshämmare                    |
| Bromsar:                    | Hydrauliska skivbromsar                                               |
| Chassi & kaross:            | Självbärande monocoque av aluminium                                   |
| Hjulbas:                    | 267 cm                                                                |
| Torrvikt:                   | 850 kg                                                                |
| Toppfart:                   | 350 km/h                                                              |

## Tävlingsresultat

### Sportvagns-VM 1983
Lancia LC2 debuterade säsongen 1983. Sportvagns-VM dominerades av Porsche 956 och Lancias bästa resultat blev en andraplats vid Kyalami 1000 km, med Riccardo Patrese, Alessandro Nannini och Michele Alboreto.
Lancia slutade tvåa i VM, efter Porsche.

### Sportvagns-VM 1984
Under 1984 noterades Lancia för två tredjplaceringar, först vid Monza 1000 km, med Mauro Baldi, Piercarlo Ghinzani och Paolo Barilla, sedan vid Nürburgring 1000 km, med Alessandro Nannini och Paolo Barilla.
Lancia slutade återigen tvåa i VM, efter Porsche.

### Sportvagns-VM 1985
1985 tog Lancia sin första seger i VM. Vid Spa 1000 km vann Mauro Baldi, Riccardo Patrese och Bob Wollek.
Detta år hade märkes-VM ersatts av ett världsmästerskap för tävlingsstall. Team Martini-Lancia slutade på den bekanta andraplatsen, efter Rothmans-Porsche. 

### Sportvagns-VM 1986
Säsongen 1986 började med en andraplats vid Monza för Andrea de Cesaris och Alessandro Nannini. Efter tävlingen på Silverstone drog sig Team Martini-Lancia ur VM-serien och slutade utan poäng i sammandraget.